# Coupe des Pays-Bas de football 1989-1990
Navigation
Édition précédente Édition suivante
La Coupe des Pays-Bas de football 1989-1990, nommée la KNVB beker, est la 72e édition de la Coupe des Pays-Bas. La finale se joue le 25 avril 1990 au stade De Kuip à Rotterdam.
Le club vainqueur de la coupe est qualifié pour la Coupe d'Europe des vainqueurs de coupe de football 1990-1991.

## Finale
Le PSV Eindhoven qui termine le championnat comme vice-champion gagne la finale contre le Vitesse Arnhem, et remporte son sixième titre. La rencontre s'achève sur le score de 1 à 0. Arnhem, 4e du championnat, se qualifie toutefois pour la Coupe UEFA.